# Abelardo Gabriel
Abelardo Pérez Gabriel (nacido en Barcelona, 1946 - Orense, 28 de junio de 2010) fue un actor español

## Biografía
Pasó parte de su carrera en Barcelona y Orense. Trabajó como empleado de un banco y como modelo pero lo dejó por la interpretación teatral. En el escenario comenzó por el teatro aficionado en Orense en colectivos como Escena, Valle-Inclán ou Histrión.
En junio de 2007 es designado candidato a la alcaldía de Orense por el PSdeG-PSOE pero días después desencuentros con la formación le hacen presentar su renuncia al puesto y es sustituido por Francisco Rodríguez en la cabeza de cartel.

## Televisión
- Nada es para siempre
- Al salir de clase como Manu, el pizzero
- El secreto (2001) como Federico Peñalver
- Aquí no hay quien viva (episódico)
- Libro de familia (2005-2010) como Don Román
- Hospital Central (episódico)

## Obra escrita
- Aquellas estrellas de nuestra vida (2007), recopilatorio de artículos sobre cine del diario La Región.